# Armin Kogler
Armin Kogler, född den 4 september 1959 i Schwaz i förbundsland Tyrolen (tyska: Tirol), är en österrikisk före detta backhoppare som tävlade under 1970-talet och 1980-talet. Kogler blev världsmästare i backhoppning i VM 1982 i Oslo. Han tävlade för Bezau/Vomp.

## Karriär
Kogler tävlade i världscupen mellan 1980 och 1985, totalt 5 säsonger. Den första delsegern kom i Thunder Bay i Ontario, Kanada 19 januari 1980. Totalt blev det 13 delsegrar i världscupen. Den sista kom i Skuibakken i Bærum, Norge. Kogler vann den totala världscupen två gånger, säsongerna 1980/1981 (före norrmannen Roger Ruud och kanadensaren Horst Bulau) och 1981/1982 (före landsmannen Hubert Neuper och Horst Bulau). Säsongen 1979/1980 (första säsongen i världscupen) blev han nummer två sammanlagt (etter Hubert Neuper) och säsongen 1982/1983 blev han nummer 3 (efter Matti Nykänen från Finland och Horst Bulau).
Kogler deltog i två olympiska spel. Först tävlade han i OS 1980 i Lake Placid i USA, där han blev femma i stora backen (2,9 poäng från prispallen) och nummer 12 i normalbacken. (Tävlingarna i OS räknades då också som VM-tävlingar.) I OS 1984 i Sarajevo i dåvarande Jugoslavien slutade sexa i stora backen. I normalbacken misslyckades han och blev nummer 51.
Kogler deltog i tre världsmästerskap. Vid VM 1982 i Oslo blev det tre medaljer: guld i normalbacken (0,7 poäng före Jari Puikkonen från Finland), silver i lagtävlingen (0,9 poäng efter Norge) och brons i stora backen (13,2 poäng efter guldvinnaren Matti Nykänen). Vid VM 1984 i Engelberg var han med i det österrikiska lag som slutade på fjärde plats i lagtävlingen (3,1 poäng från prispallen). Koglers sista världsmästerskap var på hemmaplan i Seefeld in Tirol 1985 där han blev silvermedaljör i lagtävlingen. I de individuella tävlingarna blev han nummer 13 (stora backen) och nummer 20 (normalbacken).
Kogler tävlade även i VM i skidflygning där han blev världsmästare 1979 i Letalnica Bratov Gorišek i Planica i Slovenien och slutade tvåa (efter Jari Puikkonen) vid VM i skidflygning 1981 i Heini Klopfer-backen i Oberstdorf. Kogler blev även tre gånger (1979, 1981 och 1982) utsedd till Österrikes bästa idrottsman (Sportler des Jahres).

## Utmärkelser
- 1979 - utsedd till Österrikes bästa idrottsman (tyska: Sportler des Jahres), kategori "Sportler" (idrottsman).
- 1981 - utsedd till Sportler des Jahres), kategori "Sportler".
- 1982 - utsedd till Sportler des Jahres), kategori "Sportler".
- 1984 fick Kogler motta Holmenkollenmedaljen för sina insatser i backhoppning tillsammans med längdskidåkaren Lars Erik Eriksen och idrottshistorikern Jacob Vaage.

## Övrigt
Kogler är farbror till den kända backhopparen Martin Koch.